# Josie Johnson
Josie Johnson (* 3. Oktober 2006) ist eine US-amerikanische Skispringerin.

## Werdegang
Johnson nahm im Sommer 2021 in Gérardmer erstmals am FIS Cup teil. Im darauffolgenden Dezember debütierte sie im Continental Cup und konnte auf Anhieb Punkte erringen. Johnson ging danach in dieser Wettkampfserie regelmäßig an den Start und sprang auch bei den Junioren-Weltmeisterschaften 2022 und 2023. Am 17. Februar 2023 erlangte die US-Amerikanerin ihre ersten Punkte im Weltcup. Bei den Olympischen Jugend-Winterspielen 2024 gewann sie im Einzel die Silbermedaille.

## Statistik

### Weltcup-Platzierungen
| Saison  | Platz | Punkte |
| ------- | ----- | ------ |
| 2022/23 | 55.   | 005    |

### Grand-Prix-Platzierungen
| Saison | Platz | Punkte |
| ------ | ----- | ------ |
| 2023   | 60.   | 004    |
| 2024   | 21.   | 065    |

### Intercontinental-Cup-Platzierungen
| Saison | Platz | Punkte |
| ------ | ----- | ------ |
| 202/24 | 64.   | 014    |

### Continental-Cup-Platzierungen
| Saison  | Platz | Punkte |
| ------- | ----- | ------ |
| 2021/22 | 25.   | 153    |
| 2022/23 | 14.   | 176    |